# غانتشو
غانتشو (بالصينية: 赣州市 )‏ هي مدينة على مستوى محافظة، في جمهورية الصين الشعبية، تتبع جيانغشي، تبلغ مساحتها 39,380 كيلومتر مربع، رمزها البريدي هو 341000.

## مدن توأم
المدن التوأم:
- فريتاون.

## التقسيمات الإدارية
- Zhanggong, Ganzhou [الإنجليزية]‏
- Ganxian, Ganzhou [الإنجليزية]‏
- مقاطعة شينفينغ  [لغات أخرى]‏
- Dayu County [الإنجليزية]‏
- مقاطعة شانغيوى  [لغات أخرى]‏
- مقاطعة تشونغيي  [لغات أخرى]‏
- Anyuan County [الإنجليزية]‏
- Longnan, Jiangxi [الإنجليزية]‏
- Dingnan County [الإنجليزية]‏
- Quannan County [الإنجليزية]‏
- Ningdu County [الإنجليزية]‏
- Yudu County [الإنجليزية]‏
- Xingguo County [الإنجليزية]‏
- Huichang County [الإنجليزية]‏
- Xunwu County [الإنجليزية]‏
- Shicheng County [الإنجليزية]‏
- Ruijin [الإنجليزية]‏
- Nankang, Ganzhou [الإنجليزية]‏.

## أعلام
- يانغ مينغ
- جاو كسينجيان